# Jati (Masaran)
Jati is een bestuurslaag in het regentschap Sragen van de provincie Midden-Java, Indonesië. Jati telt 4807 inwoners (volkstelling 2010).